# Église Saint-Jean de Saint-Jean-de-Pourcharesse
L'église Saint-Jean est une église située en France dans le hameau de Saint-Jean-de-Pourcharesse sur le territoire de la commune de Saint-Pierre-Saint-Jean, dans le département de l'Ardèche en région Auvergne-Rhône-Alpes.

## Localisation
L'église est située sur la commune de Saint-Pierre-Saint-Jean, dans le département français de l'Ardèche.

## Historique
Cette est église est construite aux XIIe  et  XIIIe siècles, en partie reprise et complétée aux XVIe  et  XVIIe siècles.

## Protection
L'église Saint-Jean de Saint-Jean-de-Pourcharesse fait l’objet d'une inscription au titre des monuments historiques depuis le 22 octobre 1971.